# Kyprianos di Cipro
Kyprianos (greco: Αρχιεπίσκοπος Κύπρου Κυπριανός; Strovolos, 26 ottobre 1756 – Nicosia, 9 luglio 1821) è stato un arcivescovo ortodosso e politico cipriota.
Esso era a capo della Chiesa ortodossa di Cipro all'inizio del XIX secolo, al momento dello scoppio della guerra d'indipendenza greca.

## Biografia
Kyprianos nacque nell'(allora villaggio di) Strovolos nel 1756. Servì come monaco nel monastero di Machairas fino al 1783, quando partì per la Valacchia per ulteriori studi teologici e tornò a Cipro nel 1802. Divenne arcivescovo di Cipro nel 1810. Nel 1812 fondò il Ginnasio Panciprio (originariamente chiamato Scuola Ellenica), che fu la prima scuola secondaria dell'isola e che si trova tuttora di fronte all'arcivescovado di Nicosia.
Nel 1818, Kyprianos fu iniziato alla Società Amica (Philiki Hetairia) che stava preparando il terreno per la guerra e la liberazione dall'Impero Ottomano. Nel 1820, Alessandro Ypsilantis contattò l'arcivescovo chiedendo che Cipro si unisse alla lotta armata. La risposta di Kyprianos fu pragmatica: suggerì a Cipro di sostenere l'imminente rivoluzione con denaro e rifornimenti, poiché qualsiasi lotta armata era destinata a finire in un disastro. Cipro, essendo un'isola isolata e lontana dalla Grecia, non aveva una marina efficace e non aveva una tradizione di guerra klepht come altre parti del mondo greco.
Tuttavia, quando il 25 marzo 1821 scoppiò la guerra d'indipendenza greca, i ciprioti partirono in gran numero per combattere in Grecia, mentre i proclami venivano distribuiti in ogni angolo dell'isola. Il pascià locale, Küçük Mehmet, reagì con furia, chiamando rinforzi, confiscando armi e arrestando diversi ciprioti di spicco. L'arcivescovo Kyprianos fu esortato dai suoi amici a lasciare l'isola mentre la situazione peggiorava, ma si rifiutò di farlo. Infine, il 9 luglio 1821 Küçük Mehmet fece chiudere le porte della città murata di Nicosia e fece giustiziare, mediante decapitazione o impiccagione, 470 importanti ciprioti tra cui Chrysanthos (vescovo di Paphos), Meletios (vescovo di Kition) e Lavrentios (vescovo di Kyrenia). L'arcivescovo Kyprianos fu impiccato pubblicamente a un albero di fronte all'antico palazzo dei re lusignani di Cipro. Gli eventi che portarono alla sua esecuzione furono documentati in un poema epico scritto in dialetto cipriota da Vassilis Michaelides.
Kyprianos si espresse apertamente sulla questione della massoneria, che condannò.
L'arcivescovo Kyprianos e i vescovi Chrysanthos, Meletios e Lavrentios furono sepolti nella cripta della chiesa di Faneromeni, a Nicosia.